# Stämtonslatens
Stämtonslatens eller tonlatens (eng. voice onset time, ofta förkortat till VOT även i svenskan) är tidsintervallet mellan
explosionen hos en klusil och den tidpunkt då stämbandstonen kommer igång. Om vibration i stämbanden börjar efter explosionen, är det en positiv tonlatens, medan tonlatensen är negativ om stämbandsvibrationen börjar före explosionen. Stämtonslatens är en av de fonetiska egenskaper som anses vara ledtrådar till kategorisk perception.

## Tonlatenstyper
Man kan i termer av tonlatens beskriva klusiltyper som står i stavelseinitial position. Initiala klusiler i världens språk förekommer i princip i en av de tre tonlatenstyperna:
- Lång negativ tonlatens: stämbandstonen börjar 50 ms eller mer före explosionen.
- Kort positiv tonlatens: stämbandstonen börjar mindre än 20 ms efter explosionen.
- Lång positiv tonlatens: stämbandstonen börjar mer än 20 ms efter explosionen (ofta betydligt mer).

Med positiv stämtonslatens kan det uppstå aspirationbrus under latensintervallet. Ju längre detta är, desto starkare blir aspirationen.

## Typologi
Den vanligaste klusiltypen i världens språk är oaspirerad med kort positiv tonlatens. Det är vanligt för världens språk att två av tonlatenstyperna utnyttjas för att skilja olika klusiler åt. I spanska, till exempel, uppfattas klusiler med lång negativ tonlatens som tonande och kort positiv tonlatens som tonlösa. I många germanska språk inklusive svenska och
engelska, uppfattas klusiler med kort positiv tonlatens som tonande och klusiler med lång positiv tonlatens och aspiration som tonlösa.
Det finns andra språk som använder alla de tre kulsiltyperna, alltså med lång negativ, kort positiv och lång positiv stämtonslatens, till exempel thailändska och armeniska. I hindi finner man dessutom tonande aspirerade klusiler, fast tonande klusiler som regel är oaspirerade i andra språk. I svenska finns det både aspirerade och oaspirerade tonlösa klusiler. Men de är inte betydelseskiljande utan den fonetiska skillnaden uppträder beroende på position i ordet. I stort sett är det klusiler i initial position i ordet som blir aspirerade, till exempel första /p/ i pappa medan det andra p-ljudet har kortare tonlatens och blir nästan helt oaspirerat.

## Stämtonslatensens funktion som gränssignal
Förutom stämtonslatensens funktion att skilja mellan tonande och tonlösa klusiler fungerar den också som gränssignal, som junktursignal. Man finner latensvariationer som signalerar morfemgränser. Ett exempel är tonlatensen hos t-ljuden i "Lätta tankar som lättat ankar". Om man jämför ordet tankar och sekvensen t + ankar finner man att tonlatensen är längre hos tankar och t:et är aspirerat medan det är oaspirerat i sekvensen t + ankar.